# Turbo (film)
Turbo – amerykański film animowany z 2013 roku w reżyserii Davida Sorena. Film wyprodukowany przez DreamWorks Animation i 20th Century Fox.
Światowa premiera filmu miała miejsce 17 lipca 2013 roku. W Polsce premiera filmu odbyła się 27 września 2013 roku.

## Fabuła
Ślimak Teoś jest fanem wyścigów samochodowych Indy 500 i bardzo chce kiedyś w nich wystartować. Wytrwale trenuje, ale nie może osiągnąć wyników takich jak jego idol – Guy Czempion, mistrz wyścigów. Inne ślimaki, przyzwyczajone do życia w powolnym tempie, wyśmiewają marzyciela. Pewnego dnia Teoś opuszcza swój rodzinny ogród, by kibicować uczestnikom ulicznego wyścigu. Tam przypadkowo zostaje oblany dopalaczem nitro. Tej nocy jego DNA zmienia się i zmutowany stworek budzi się jako... Turbo, król szybkości.

## Obsada
- Ryan Reynolds – Teoś / Turbo
- Paul Giamatti – Czet
- Michael Peña – Tito Lopez
- Snoop Dogg – Gładki Ruch
- Maya Rudolph – Pal
- Michelle Rodriguez – Paz
- Samuel L. Jackson – Whiplash
- Luis Guzmán – Angelo Lopez
- Bill Hader – Guy Czempion
- Richard Jenkins – Bobby

i inni

## Wersja polska
Wersja polska: Studio Sonica

Nagrania: Mafilm Audio w Budapeszcie

Reżyseria: Leszek Zduń

Dźwięk, montaż: Agnieszka Stankowska

Kierownictwo produkcji: Agnieszka Kudelska

W wersji polskiej udział wzięli:
- Antoni Pawlicki – Teoś Turbo
- Jarosław Boberek – Czet
- Grzegorz Małecki – Tito Lopez
- Andrzej Blumenfeld – Bicz
- Krzysztof Banaszyk – Guy Czempion
- Jakub Szydłowski – Gładki Ruch
- Krzysztof Szczerbiński – Ślizg
- Robert Rozmus – Kim Ly
- Joanna Kwiatkowska-Zduń – Paz
- Agnieszka Kudelska – Pal
- Paweł Szczesny – Angelo Lopez
- Mieczysław Morański – Bobby
- Zbigniew Konopka – Biały Cień

W pozostałych rolach:
- Bartosz Obuchowicz
- Wojciech Majchrzak
- Janusz Wituch
- Mikołaj Klimek
- Joanna Pach-Żbikowska
- Leszek Zduń
- Dawid Tymiński
- Maciej Falana

Piosenkę „Ten ślimak dał” śpiewali: Jacek Kotlarski, Aleksandra Bieńkowska